# Salzsteigjoch
Das Salzsteigjoch ist ein 1733 m ü. A. hoher Pass im Toten Gebirge an der Grenze der österreichischen Bundesländer Oberösterreich im Norden und Steiermark im Süden. Es ist ein Übergang von Tauplitz nach Hinterstoder. Das Salzsteigjoch liegt entlang einer tektonischen Störung und trennt im Toten Gebirge die Prielgruppe von der Warscheneckgruppe. Es liegt am historischen Salzsteig, über den Salz von Altaussee ins Stodertal transportiert wurde. Da dieses Salz aus der Steiermark billiger war als das oberösterreichische Salz aus Bad Ischl oder Ebensee, gab es einen intensiven Schmuggel über das Gebirge.

## Aufstieg
Markierte Anstiege:

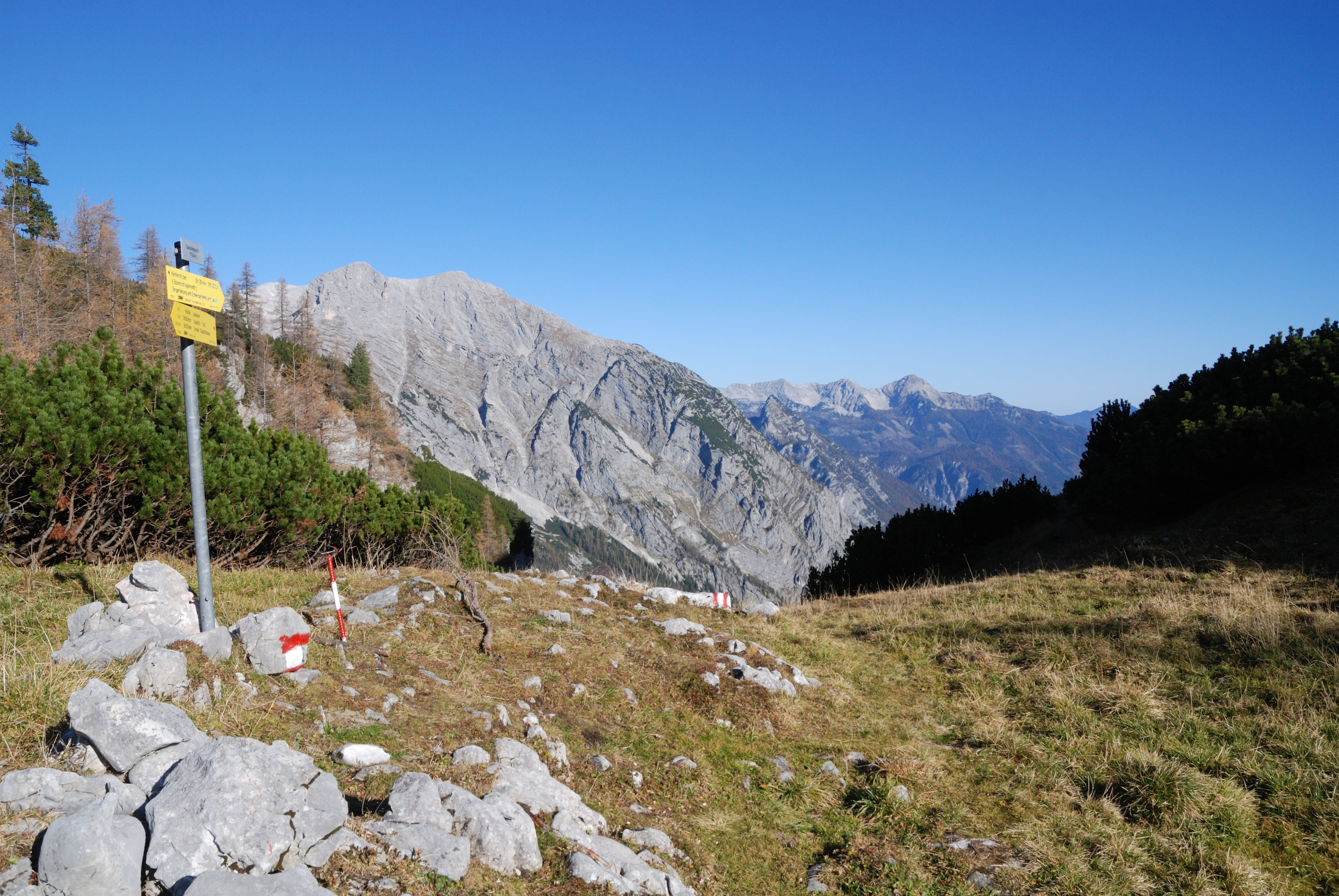
Am Salzsteigjoch, Blick nach Norden

- Weg 209 von der Baumschlagerreith (Stodertal) zur Tauplitzalm. Dieser ist eine Variante des Salzsteigwegs, eines Österreichischen Weitwanderweges, dessen Hauptroute über die Türkenkarscharte führt.